# Giovanni Sio
Giovanni-Guy Yann Sio (Saint-Sébastien-sur-Loire, 1989. március 31. –) elefántcsontparti válogatott labdarúgó, a svájci Sion csatárja.

## Sikerei, díjai
FC Basel
- Svájci bajnok (1): 2013–14
- Svájci kupadöntős (1): 2013–14

## Külső hivatkozások
- Giovanni Sio a fussballdaten.de honlapján